# Termessos
Termêssos, även kallad Permêssos, var en flodgud i grekisk mytologi. Han bodde i en flod i Boiotien (centrala Grekland) och han var förmodligen son till Okeanos och Tethys.
Han var far till Aganippe och kan möjligtvis vara far till Askre, Eupheme, Telphousa, Thisbe och leibethriderna; Libethrias och Petra.